# دورغون
إن دورجون (بالإنجليزية: Dorgon) (في المانشو: ؛ ويعني حرفيًا «علامة مميزة» في لغة المانشو، الذي عاش في الفترة من 17 نوفمبر 1612 حتى 31 ديسمبر 1650)، كان أمير المانشو والوصي على عرش أول سلالة كينغ.

## النشأة
وُلد دورجون وهو من المانشو من عشيرة أيسن جيورو (Aisin Gioro) ليكون الابن الرابع عشر لـ نورهاسي (Nurhaci)، وكان هو خان أسرة جين اللاحقة (أُعيد تسميتها فيما بعد بـ أسرة كينج بواسطة خليفة نورهاسي هونغ تايجي (Hong Taiji)). وكانت والدته زوجة نورهاسي الأساسية السيدة أباهاي (Lady Abahai). وكان كل من أجيغي (Ajige) ودودو (Dodo) من أخوته الأشقاء بينما كان هونغ تايجي أخاه غير الشقيق. وكان دورجون أحد أبناء نورهاسي الأكثر تأثيرًا، وكان دوره مساعدًا على احتلال عاصمة أسرة مينغ وهي بكين من قبل قوات أسرة كينغ في عام 1644. وأثناء فترة حكم هونج تايجي، شارك دورجون في كثير من الحملات العسكرية بما في ذلك فتح منغوليا وكوريا.

## زيادة السلطات
بعد وفاة هونج تايجي عام 1643، خاض دورجون صراع السلطة من ابن هونج تايجي الأكبر هوغ على خلافة العرش. وتم حل النزاع بالوصول لتسوية بين الطرفين المتنازعين - فقد تراجع كلاهما واعتلى ابن هونغ تايجي التاسع فولن (Fulin) العرش بصفته الإمبراطور شيونزهي (Shunzhi). وحيث كان الإمبراطور شيونزهي يبلغ من العمر فقط ستة أعوام في ذلك الوقت، فقد عُين دورجون وصيًا على العرش وأصبح الحاكم الفعلي. وحاز دورجون على لقب «عم الإمبراطور والأمير الوصي» (皇叔父攝政王) والذي أصبح بعد ذلك «والد الإمبراطور والأمير الوصي» (皇父攝政王). وأُشيع أن دورجون كان على علاقة عاطفية مع والدة الإمبراطور شيونزهي، وهي الإمبراطورة دوراغير تشاوزوانغ (Dowager Xiaozhuang) وحتى أنه تزوج بها في السر، لكن هذا الادعاء كان حوله جدل.

## الوفاة
تُوفي دورجون عام 1650 أثناء رحلة صيد في كاراهوتون (في الوقت الحالي تشينجدي، هيبي). ومُنح بعد وفاته لقب الإمبراطور إي ((بالصينية: 義皇帝)) إضافة إلى اسم المعبد «تشنغزونج» Chengzong (成宗)، على الرغم أنه لم يكن إمبراطورًا قط طوال حياته. وحتى الإمبراطور شيونزهي انحنى أمام تابوت دورجون ثلاثًا أثناء مراسم الدفن.

## تخفيض منزلته بعد الوفاة ثم استعادتها
في عام 1651، قدم خصوم دورجون بقيادة الوصي على العرش المساعد السابق جيرغالانغ (Jirgalang) إلى الإمبراطور شيونزهي مذكرة طويلة تضم سلسلة من الجرائم التي ارتكبها دورجون، وكان من ضمنها: حيازة الأثواب الصفراء التي كان يقتصر استخدامها على الإمبراطور فقط، مخطط للاستيلاء على العرش من الإمبراطور شيونزهي عن طريق إطلاق لقب «والد الإمبراطور» على نفسه، وقتل هوغ وأخذ خليلة هوغ لنفسه. وجرد الإمبراطور شيونزهي دورجون من ألقابه بعد وفاته حتى إنه قام بنبش قبر دورجون وإخراج جثمانه وجلده على الملأ. اعتُقد أن الإمبراطور شيونزهي لطالما كره دورجون وكان يعده تهديدًا على العرش. وقد اُعيد دورجون إلى مكانته أثناء حكم الإمبراطور كانجزي. وفي عام 1778، منح الإمبراطور كيانلونغ (Qianlong) دورجون اسم ما بعد الوفاة زونج zhong (忠; «مخلص»)من ثم أصبح لقب دورجون الكامل بعد وفاته «أمير رويزهيونغ من المرتبة الأولى» (和碩睿忠親王).
واستمرت أسرة دورجون في ابنة واحدة فقط. مع ذلك، فقد تنبى ابن أخيه دوربو (الابن الخامس من أبناء أخي دورجون دودو، من ثم ورث دوربو لقب دورجون الأميري.

## الأسرة
- الأب: نورهاسي
- الأم: السيدة أباهاي
- الزوجات:
  - الزوجات الأساسيات:
    - السيدة بورجيجيت (博爾濟吉特氏)كورشين المغول، وهي ابنة جيسانغ آيرزاهي (吉桑阿爾寨). وعندما تُوفيت منحها دورجون بعد وفاتها لقب «الزوجة الكبرى جينغزياوزونغونغ» (敬孝忠恭元妃). بعد وفاة دورجون ومنحه لقب إمبراطور، مُنحت بدورها لقب الإمبراطورة تشيبنغزيونغي (Chengzongyi) بعد وفاتها (成宗義皇后).
    - السيدة تونجيّاي (佟佳氏) من قبيلة جيورتشن من جيانزهو (建州) ابنة السكرتير الإمبراطوري (尚書) مينغّيتو (蒙格圖)
    - السيدة بورجيجيت (博爾濟吉特氏)، من قبيلة زايرمانج (扎爾莽)المنغولية، ابنة جوندو إيرتاجي (根杜爾台吉).
    - السيدة بورجيجيت (博爾濟吉特氏)كورشين المغول، جيسانغ لابوكسيكستاجي (拉布希西台吉).
    - السيدة بورجيجيت (博爾濟吉特氏)كورشين المغول، ابنة سونوبوتايجي (索諾布台吉) وقريبة الإمبراطورة دواغير زياوزيونغ. في الأصل هي زوجة هوغ، وتزوجت من دورجون بعد أن خسر زوجها أمام دورجون في صراع على السلطة وتُوفي.
    - إي آي-سوك (李愛淑) أميرة من أسرة جوسون الكورية وهي ابنة إي- جاي- إيوم (李愷胤).

  - الزوجات الثانويات:
    - السيدة جونجكيت (公齊特氏)، من قبيلة تشاهير (察哈爾). وهوية أبيها مجهولة
    - السيدة بورجيجيت (博爾濟吉特氏)، من قبيلة منغولية مجهولة. وهوية أبيها مجهولة
    - السيدة جي إيرموت (濟爾莫特氏) من أصول غير معروفة.
    - السيدة إي (李氏)كورية وهي ابنة إي سي - سيو (李世緒).
- الأبناء:
  - دونجو (東莪)، ابنة دورجون ووالدتها هي السيدة إي آي-سوك.
  - دوربو (多爾博) الابن الخامس لشقيق دورجون دودو الذي تبناه دورجون. وقد ورث عن دورجون لقب أمير.